# .cf
.cf (República Centro-Africana) é o código TLD (ccTLD) na Internet para a República Centro-Africana.